# Comté de Carroll (Ohio)
Pour les articles homonymes, voir Comté de Carroll.
Le comté de Carroll – en anglais : Carroll County – est un des 88 comtés de l'État de l'Ohio, aux États-Unis.
Son siège est fixé à Carrollton.